# Marek Kolbowicz

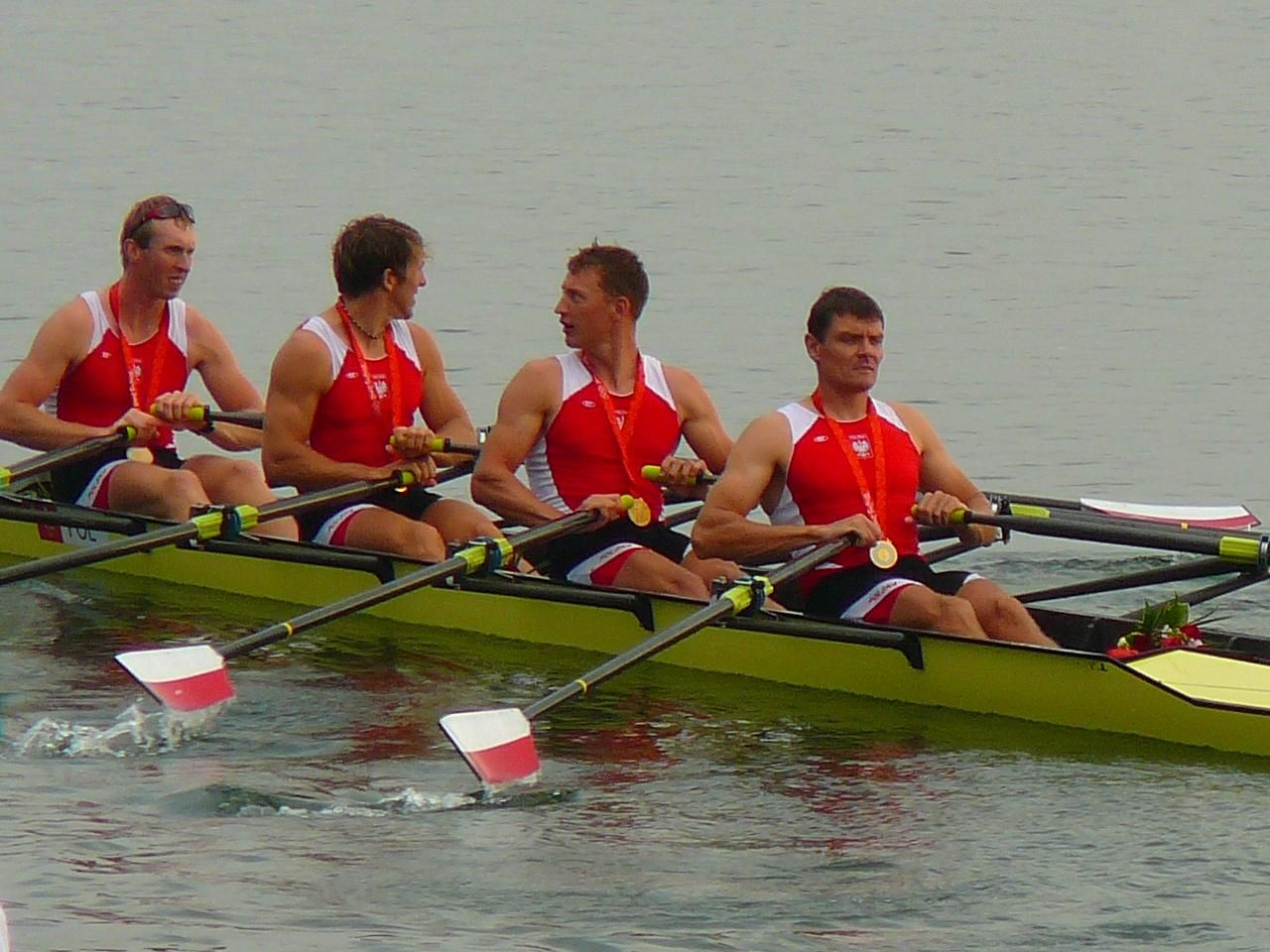
Pequim 2008. Quarteto polonês conquistou a medalha de ouro (Wasielewski, Kolbowicz, Jeliński e Korol)

Marek Antoni Kolbowicz (Estetino, 11 de junho de 1971) é um remador polonês, campeão olímpico.

## Carreira

### Pequim 2008
Kolbowicz competiu no skiff quádruplo, ele conquistou a medalha de ouro com Michał Jeliński, Adam Korol e Konrad Wasielewski.